# Porte du Pila Saint Gély

La porte du Pila Saint‐Gély ou porte du pilier de Saint‐Gilles est une ancienne entrée fortifiée, faisant partie des remparts ou « commune clôture », située au Nord‐Est de la ville de Montpellier (Hérault). Sa position géographique en a fait l'une des portes principales de la ville pour accéder aux parties nobles de l'époque, telles que : l'arrivée du pape Urbain V, le 9 janvier 1366 et l'entrée de Charles IX le 16 décembre 1564,.
Elle est utilisée par les pèlerins partant ou revenant de Saint‐Gilles‐du‐Gard, en suivant les clous scellés au sol à partir de l’ancienne porte du Pila Saint-Gély (vestiges de la chapelle de l’hôpital Saint-Esprit),.
Son emplacement originel est sous la ligne de tramway, à l'embouchure de la rue du Pila-Saint-Gély. Elle a été mise au jour lors des travaux de terrassement de la ligne 1 du tramway. Une reconstitution de la porte est située à proximité, dans un parc archéologique réalisé pour l’occasion en 2001.

## Historique
Depuis l'an 1046, le nom de Saint-Gilles est donné comme le quatrième lieu de pèlerinage après Jérusalem, Rome et Saint-Jacques. Le Puy, Alès et Nîmes ont possédé des portes de ce nom. La ville de Montpellier la nomma porte du Pila Saint‐Gély.
La porte du Pila Saint‐Gély est un élément des vingt-cinq tours de l'enceinte fortifiée qui protégeait la ville médiévale de Montpellier à la fin du XIIe siècle, début du XIIIe siècle. Elle en reste un des derniers vestiges avec la tour de la Babote, la porte de la Blanquerie et la tour des Pins.